# Eberhard Werner Happel

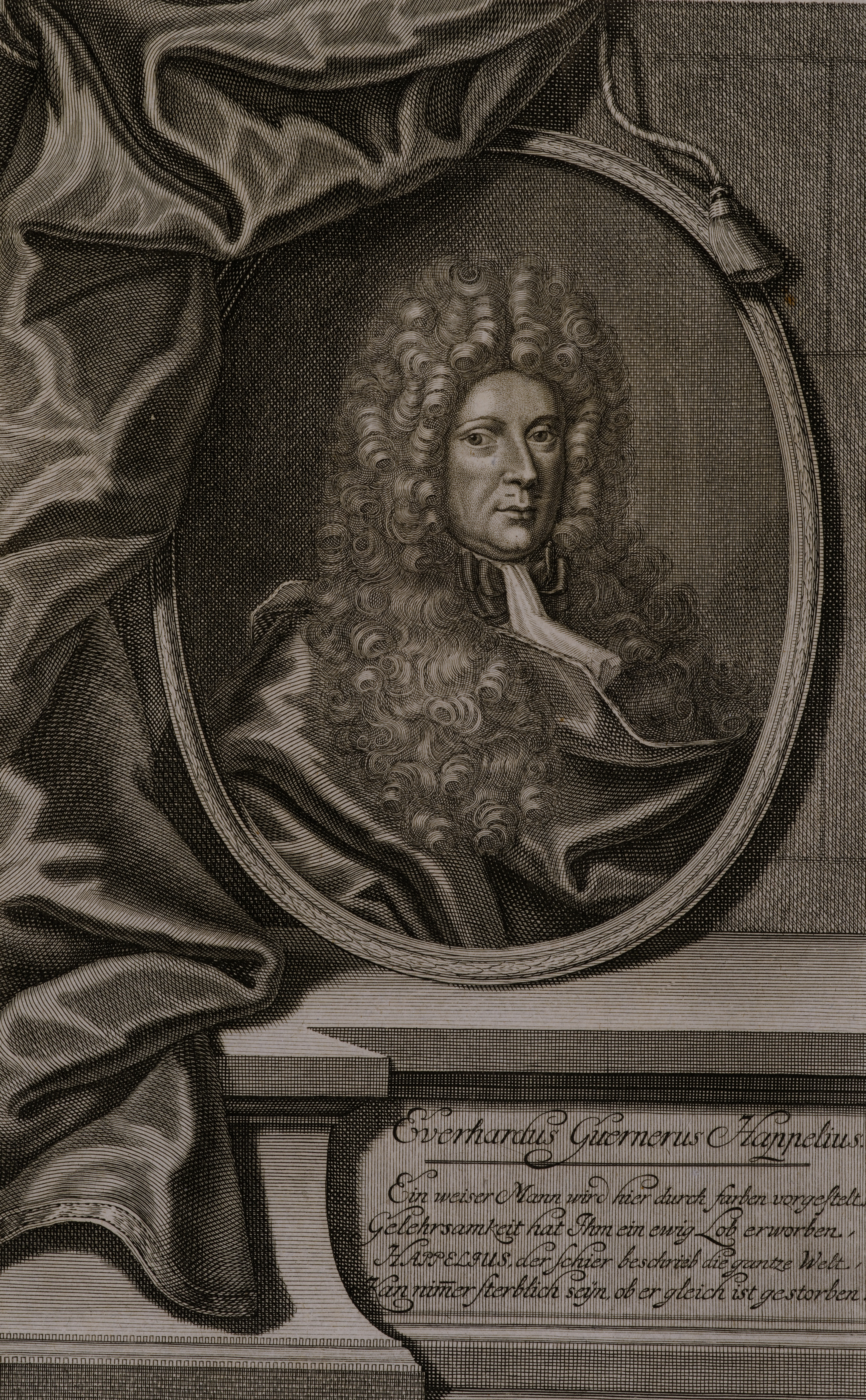
Eberhard Werner Happel, Kupferstich von Paul Christian Zink

Eberhard Werner Happel (* 12. August 1647 in Kirchhain, Hessen; † 15. Mai 1690 in Hamburg) war ein deutscher Universalgelehrter, Übersetzer, Romanautor und Journalist.

## Leben
Der Sohn eines evangelisch-lutherischen Pastors studierte ab 1663 Mathematik und Medizin, später auch Jura in Marburg. 1668 ging er nach Magdeburg, später nach Hamburg. 1674–1679 war er in Holstein angestellt, danach kehrte er nach Hamburg zurück und lebte dort als Lehrer und Schriftsteller. Er schrieb umfangreiche höfisch-galante Geschichtsromane, von denen der um 1690 entstandene Akademische Roman, worinnen das Studentenleben fürgebildet ist als zeitgeschichtliches Bild des Studentenlebens nach dem Dreißigjährigen Krieg von besonderem Interesse ist. Daneben trat er als Übersetzer des Valerius Maximus und Autor historischer Werke, insbesondere der Relationes curiosae, hervor, einer der frühesten deutschen Zeitschriften mit breitem populärwissenschaftlichem Interesse.

## Werke (Auswahl)
- Der asiatische Onogambo, 1673

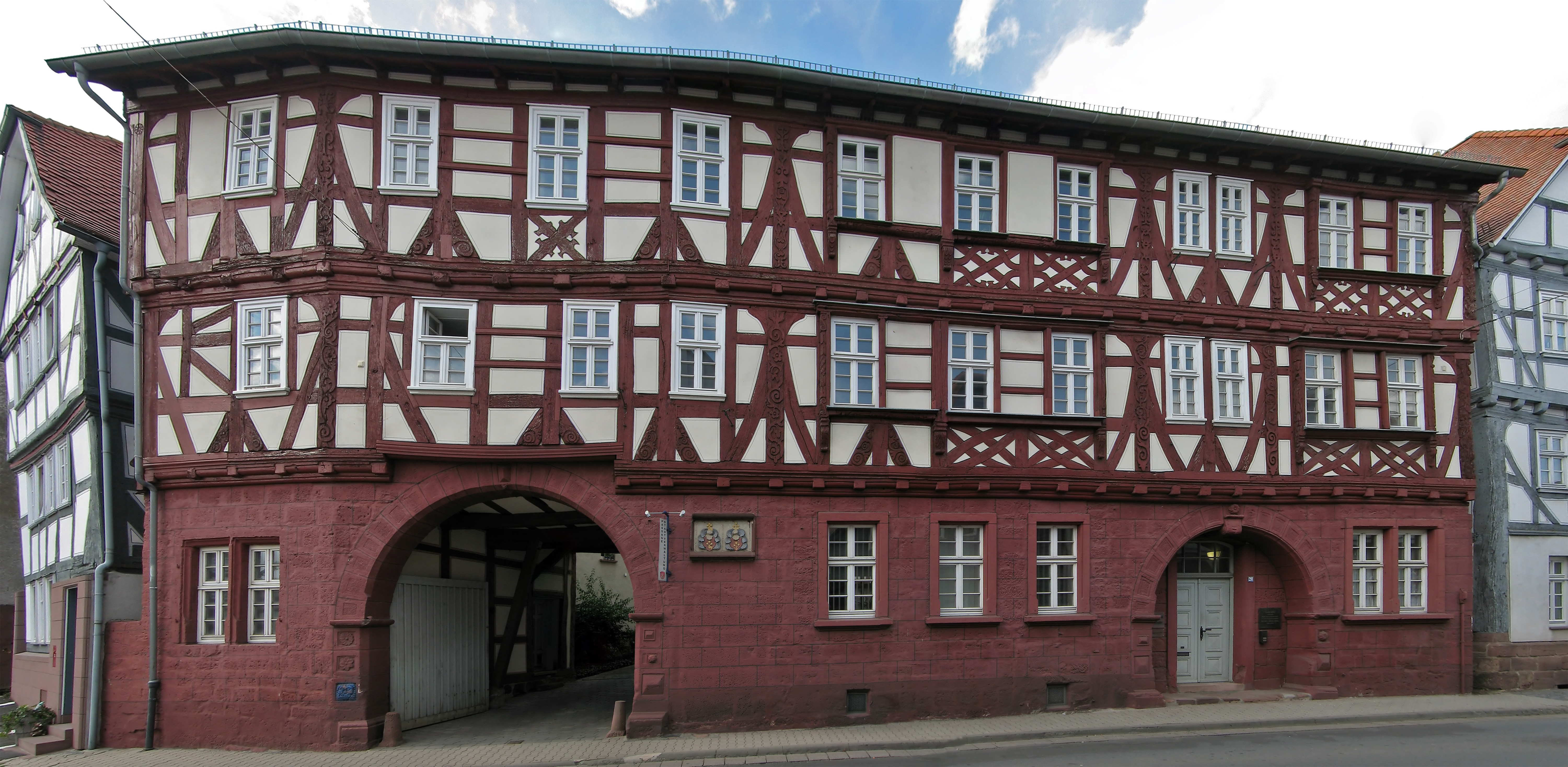
Der „Blaue Löwe“. Happels Geburtshaus in Kirchhain

- Sogenannter christlicher Potentaten Kriegsroman, 2 Bände, 1681
- E. G. Happelii grössester Denkwürdigkeiten der Welt oder so genandte Relationes curiosae, 1683–1691
- Der insulanische Mandorell. 1682 – enthält die erste deutsche Übersetzung von Pierre Daniel Huets Traitté de l’origine des romans, 1670
- Straff und Unglücks Chronick, Hamburg, 1682
- Der ungarische Kriegsroman. 6 Bände, 1685–1697
- Der italienische Spinelli oder so genannter Europäischer Geschicht-Roman auf das 1685. Jahr. 4 Bände, 1685–1686
- Der spanische Quintana oder so genannter Europäischer Geschicht-Roman auf das 1686. Jahr. 4 Bände, 1686–1687
- Der französische Cormantin oder so genannter Europäischer Geschicht-Roman auf das 1687. Jahr. 4 Bände, 1687–1688
- Everhardi Guerneri Happelii Mundus Mirabilis Tripartitus, Oder Wunderbare Welt, in einer kurtzen Cosmographia. 3 Bände, 1687–1689
- Der ottomanische Bajazet oder so genannter Europäischer Geschicht-Roman auf das 1688. Jahr. 4 Bände, 1688–1689
- Afrikanischer Tarnolast. 1689
- Der teutsche Carl oder so genannte Europäische Geschicht-Roman auf das 1689. Jahr. 4 Bände, 1690
- Der Academische Roman, worinnen das Studenten-Leben fürgebildet wird. 1690 (Digitalisat und Volltext im Deutschen Textarchiv); hrsg. G. E. Scholz, Wien 1962 (Repr. d. Ausg. Ulm 1690)

Die nach Happels Tod (1690) veröffentlichten weiteren „Europäischen Geschicht-Romane“ stammen nicht mehr aus seiner Feder.
Neuere Ausgaben:
- Eberhard Werner Happel: Der Insulanische Mandorell (1682). Im Anhang: Pierre-Daniel Huets Traitté de l’origine des romans (1670). Hg. u. mit einem Nachwort versehen v. Stefanie Stockhorst, 2 Abb. Berlin 2007 (Bibliothek seltener Texte Band 12) [enth. ausführliches Nachwort zu Leben und Werk]
- Lebensbeschreibung des Eberhard Werner Happel (1647–1690). Aus dem Roman „Der Teutsche Carl“. Kommentiert von Gustav Könnecke (1908). Mit einem Nachwort von Gerd Meyer. Herausgegeben anlässlich des 300. Todestages. Ergänzter Nachdruck. Kirchhain und Marburg 1990